# 丸木舟
丸木舟（まるきぶね）または独木舟（学術用語：monoxylon、英: logboatあるいはdugout canoeあるいはdugout）は、巨木を刳りぬき一本の木で成形され、梁もしくはわずかなコベリを付ける以外付属構造物を持たない舟、いわゆる単材刳舟であるカヌーを主に指す。しかし、刳りぬき部材を前後に継いだり、左右に継いだり、刳舟の両側に舷側板を継ぎ足したり、刳った舷側に船底板を組み合わせたりと、さまざまに複材化したものも、丸木舟と呼ばれる。
水上での最初の乗り物として、太古の昔より用いられたものであり、考古学者によって発見されているものは新石器時代にまで遡る。接着も溶接もしていない削り出しなので、腐食は避けられないものの壊れることが無く、水に沈むことも無いので安全性が高く、後に大型の船舶が登場しても一定の役割を担い続けてきた船である。

## 日本の丸木舟

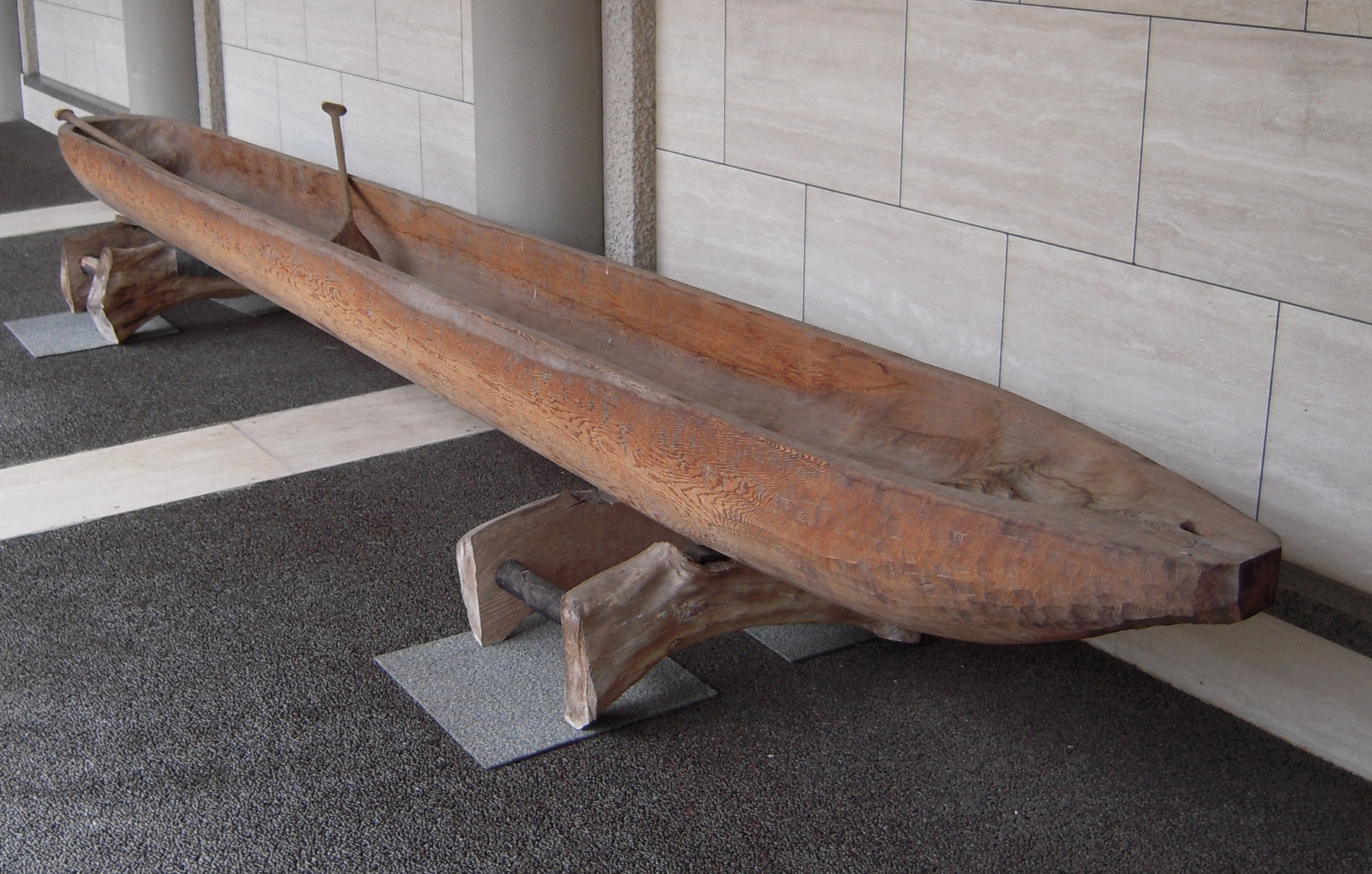
安土城考古博物館に展示されている丸木舟。先史時代に琵琶湖で使用されていたもののレプリカで、湖北町尾上から竹生島までの実験航海に使われたもの。

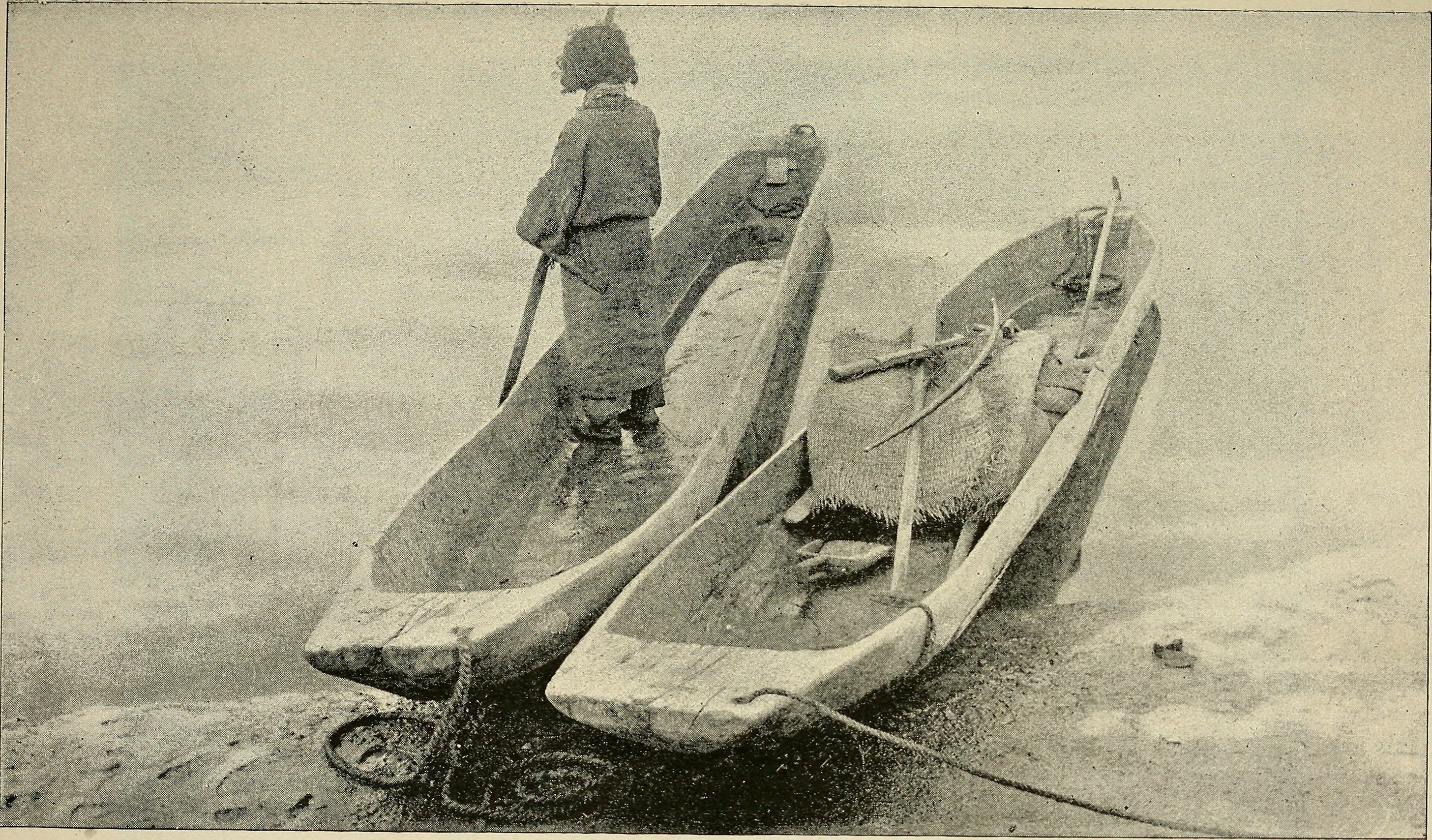
明治20年代の、アイヌの丸木舟。

先史時代のもの、歴史時代のもの、現存のもの、を含め、多くの例を占める単材刳舟は、一本の丸太を刳りぬいて造られるものであり大きさは材料となる木で制限され全長5～8メートル程度が一般的である。だが、大阪市西淀川区大仁町鷺洲から発掘された古墳時代と推定される全長11.7メートルのクスノキの刳舟など10メートルを越す大型のものも存在した。
複材刳舟のうち前後継ぎのものに、大阪市今福鯰江川の三郷橋（現・城東区今福西1丁目）で大正6年(1917年)5月に出土した刳舟があり、全長13.46メートル、全幅1.89メートルだったとされるが空襲で焼けてしまった。また浪速区難波中3丁目の鼬川で、明治11年（1878年）に出土した残存長12メートル程の刳舟も空襲で焼けてしまったが、当時日本に在住していたモースも見学しておりスケッチや写真などが残されている。他に、天保9年（1838年）愛知県海部郡佐織町で出土した刳舟は残存していた長さが十一間二尺（20.6メートル）あったといわれている。これら三例の前後継ぎの複材刳舟はいずれもクスノキ製とされている。

### 先史時代の丸木舟
日本での先史時代の丸木舟の発見例はおおよそ200例ほどで、その分布は関東地方に最も多く150例近くあり、そのうち千葉県での発見例は100例を数え日本全体の半分を占める。各地域での発見例では、千葉県北東部の縄文時代のラグーン（潟湖）が湖沼群として残る栗山川とその支流借当川流域の旧椿海周辺での出土がことに多く、次に多いのが滋賀県の琵琶湖周辺で25例以上あり、福井県から島根県にかけての日本海側がこれにつづく。また、大阪湾では古墳時代のものと推定される大型のものの出土例が何例かある。
日本の先史時代の丸木舟の出土例の多くは縄文後・晩期のものであるが、縄文早期や前期の出土例もある。これまで縄文前期の丸木舟として、福井県若狭町の鳥浜貝塚、京都府舞鶴市の浦入遺跡、島根県の島根大学構内遺跡、長崎県多良見（たらみ）町の伊木力（いきりき）遺跡、埼玉県草加市の綾瀬川や千葉県多古町の栗山川流域遺跡群などの出土例が報告されており、2013年には千葉県市川市の雷下遺跡（かみなりしたいせき）で、日本最古の縄文時代早期のものとみられる丸木舟が出土した。このうち、千葉県多古町の栗山川流域遺跡群で1995年に出土したムクノキの丸木舟は全長が7.45メートルあり、京都府舞鶴市の浦入遺跡で1998年に出土したスギの丸木舟の現在長は4.4メートルであるが全長8メートル、幅0.85メートルと推定されている。また、埼玉県草加市の綾瀬川出土や千葉県市川市の雷下遺跡出土のものもこれに次ぎ、このような大型の丸木舟は海洋での使用が十分可能であり、縄文前期には人々は、丸木舟に乗って島々に出かけていたと推測される。
東北地方の発見例
- 宮城県
  - 宮城県多賀城市の市川橋遺跡で、1998年に古墳時代後期のものと推定される、全長5.2メートル、最大幅65センチメートルのホオノキの丸木舟が出土している。

関東地方の発見例
- 千葉県
  - 千葉市 - 終戦後の1947年7月、千葉市畑町の東京大学検見川厚生農場（現・東京大学検見川総合運動場）の一部を借り受け草炭を採掘していた現場で、ほぼ完全な形の丸木舟が見つかった。この発見はその後の丸木舟の研究の原点となる発見だった。そして1951年3月には3粒のハスの実が見つかり、このうちの1粒が発芽に成功、ピンク色の大輪の花を咲かせ大賀ハスと名づけられた。
  - 南房総 - 1948年12月に安房郡豊田村（現・南房総市）加茂遺跡で発見された全長7メートル、幅50センチメートル、今から5,200年前の縄文時代中期初頭のものとされるムクノキの丸木舟は、長らく日本最古とされていた。
  - 九十九里地方 - 九十九里浜沿岸での発見例は千葉県全体の8割以上に及ぶが、そのほとんどは栗山川水系での発見である（匝瑳市と山武郡横芝光町：30艘以上、香取郡多古町：20艘以上、他）。また、匝瑳市の宮田下遺跡では、丸木舟と杭列が発見され、繋留された丸木舟が想像される。これらの丸木舟の大部分は縄文時代後期から晩期のものとされているが、詳細な年代の特定がされていないものも多く、埋め戻されたものも少なくない。その中で1点のみ挙げれば、1995年に多古町の栗山川流域遺跡群で発見された全長7.45メートル、ムクノキの丸木舟がある。測定に基いて得られた年代は今から5,500年前、縄文時代前期にあたり、市川市の雷下遺跡出土のものに次ぐ古さである。
  - 市川市 - 2013年11月に市川市の雷下遺跡で、長さ約7.2メートル、幅約0.5メートルのムクノキ製の丸木舟が出土した。縄文時代早期の約7,500年前のものとみられ、日本最古と考えられている[5][6][7]。
- 埼玉県
  - 埼玉県出土の丸木舟は25艘以上で、まだ相当数の丸木舟が埋まっており、全て掘り出せばおそらく30艘にはなるだろうとされている。1929年の綾瀬川の川底さらいで金明町地内から発見され草加市立歴史民俗資料館に展示されている長さ6.06メートル、幅67センチメートルのカヤの木の丸木舟は、2001年に年代測定を行った結果、今から5,300年前の縄文時代前期のものであることが判明した[8]。
- 茨城県
  - 茨城県では17例の出土が伝えられている。最も古い発見例は安政年間のもので、大宝沼干拓の際発見され下妻市の大宝八幡宮に保管されている[9]。
- 東京都
  - 北区上中里の中里遺跡では、1989年の東北新幹線建設工事に伴い今から4,700年前の縄文時代中期の丸木舟が発見された。全長5.79メートル、最大幅72センチメートル、厚さ2～5センチメートル、ムクノキ製で、縄文時代中期の海岸線や波蝕跡を示すいわゆる「中里海岸」にて、その海岸の汀線から舳先を東京湾に向け、今しも漕ぎ出さんばかりの完全な形での発見であった。東京都内で出土した唯一の縄文時代の丸木舟であることなどから、2004年3月に東京都の有形文化財に指定された。
- 神奈川県
  - 神奈川県での発見例は、横須賀市久里浜の伝福寺遺跡から出土した、縄文時代中期初頭の、ムクノキ製、現存長3.04メートル・現存幅37.5センチメートルの丸木舟1艘のみであるが、地形的に見ても久里浜湾内で使われていたものと推定される。

近畿・北陸地方の発見例
- 滋賀県
  - 滋賀県の丸木舟出土は、そのほとんどが内湖かあるいは内湖の近くからであり、4遺跡から25艘以上見つかり、中でも彦根市から米原町にかけての松原内湖・入江内湖遺跡では17艘見つかっている。

- 福井県・京都府（若狭湾周辺）

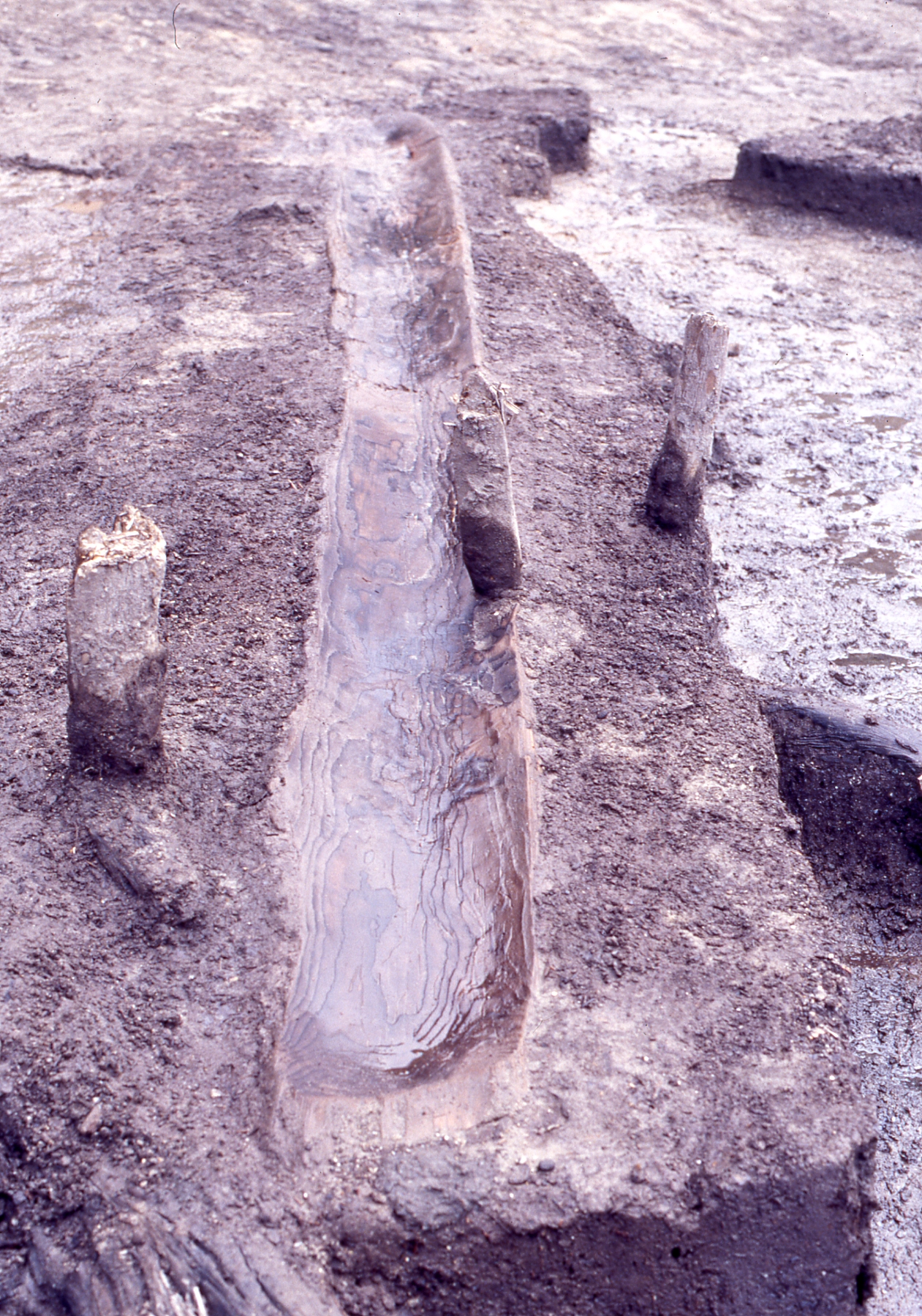
ユリ遺跡出土の丸木舟９

  - 福井県若狭町（鳥浜貝塚・ユリ遺跡） - ユリ遺跡では、2006年11月から2007年7月にかけて行った福井県埋蔵文化財調査センターの発掘調査で、縄文時代後期ごろの土層から丸木舟5艘が見つかった。同遺跡では1990年から1991年にかけての三方町教育委員会による調査でも、4艘の丸木舟が見つかっている。また鳥浜貝塚では2艘が発掘されており、このうち1981年7月に見つかった縄文時代前期のものは当時日本最古とされていた。

- - 京都府舞鶴市（浦入遺跡） - 関西電力舞鶴発電所建設に伴い、1995年6月から1998年5月にかけ、浦入遺跡群の発掘調査が行われこの調査により出土した今から5,300年前の丸木舟（市指定文化財）（現存長4.4メートル）は、全長8メートル、幅0.85メートルと推測され、日本最古・最大級とされていた。この丸木舟より若干新しい時期の杭やイカリ石も発見され、桟橋のような施設があったこともうかがわせる。
- 大阪府
  - 大阪市では、古くから全長10メートルを超える大型の刳舟が発見されることで知られており、単材刳舟ばかりではなく複材化した準構造船と呼べるものも出土している。しかし多くのものは第二次世界大戦の戦火で失われた。残っているものには1930年に大阪市福島区の船津橋遺跡で出土したラワン材の丸木舟もある。これら大阪市出土の丸木舟は古墳時代のものと推定され、大型のものが多く河川用ではなく大阪湾から海洋で使用されていたものと推定されている。中央区の森ノ宮遺跡では、海辺に蔓を撚った縄を巻き付けた碇石が2メートルほどの間隔で4点並んで発見されている。

山陰地方の発見例
- 鳥取県
  - 鳥取県鳥取市桂見の桂見遺跡では、1993年と1995年に海洋での使用も可能な大型の丸木舟（全長7.24メートルおよび6.41メートル、縄文時代後期中葉のもの）が発見されている。
- 島根県
  - 島根県での丸木舟出土例は7例あり、島根大学構内遺跡では、今から6,000～5,000年前頃の縄文前期の泥炭層から、長さ約6メートルのスギ板材（丸木舟推定板材）とカイ2本とヤス柄などが出土している。また島根県益田市久城町の沖手遺跡から2005年に出土した丸木舟は、弥生時代中期前葉のものの可能性がある（縄文時代後期から晩期の丸木舟の出土例は数多くあり、弥生時代の丸木舟の方が資料価値は高い）。

九州地方の発見例
- 長崎県
  - 長崎県西彼杵郡多良見町（現・諫早市）にある伊木力遺跡は、縄文・弥生から中世にいたる複合遺跡で、土器や石器のほか縄文時代早期～前期の丸木舟の船底部分（現在長6.5m、同最大幅76cmと大形である）[10]が出土、日本最古級とされている。また縄文時代の丸木舟としては九州で初の発掘とされている。船底部のみで、フナクイムシによる腐食が激しいため、破損して放置されていたものだと考えられている。周辺からは錨に用いたと考えられる石が複数見つかっている。

### 歴史時代の丸木舟
山形県東田川郡藤島町（現・鶴岡市）で、奈良・平安時代のものとされる長さ14.05メートルのスギの刳舟が出土しており、大阪市出土の古墳時代のものに次ぐ大きさのものとされている。単材製もの（独木舟）で現存する物としては日本最大とされ、鶴岡市東田川文化記念館に展示されている。
富士五湖ではこれまで9艘の丸木舟が見つかっている。富士河口湖町の野鳥の森公園に展示してあるものは全長約10メートル、幅約0.8メートルと山梨県内最大級、鎌倉時代のものと推定されている。

### 民俗資料としての丸木舟

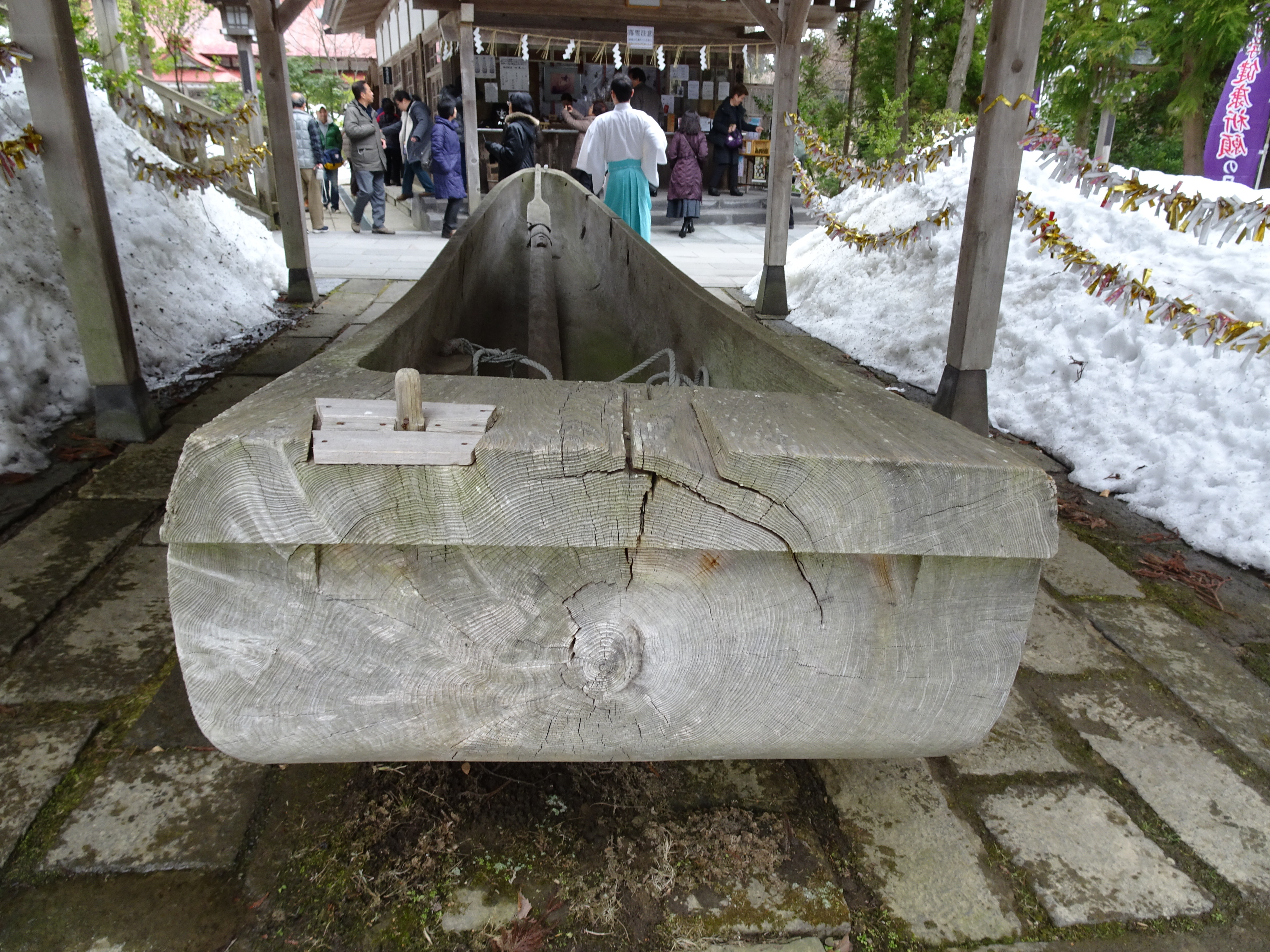
真山神社(秋田県)の丸木舟。太い木材資源の枯渇と、舟大工の老齢化により、この丸木舟が男鹿地方の最後の一隻となった。年輪の模様に注目すると、年輪が密で比重が重いほうが下になるよう作られていて、水上での舟の安定性を高める工夫がなされていることがわかる。

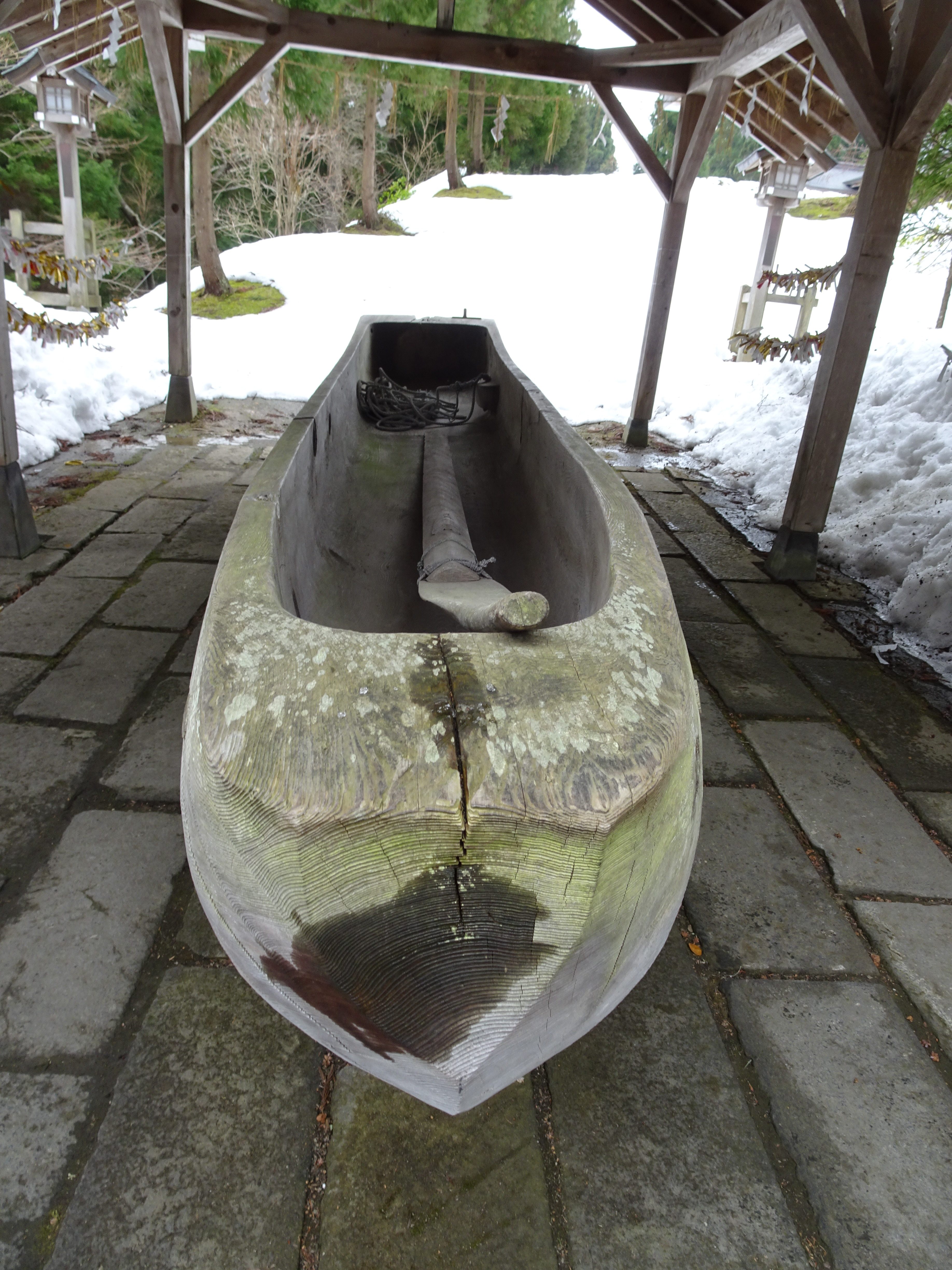
同じ舟を前から見たところ。

丸木舟は、壊れない、沈まない、という特徴を持ち、造船技術が向上し大型の船舶が登場した後も漁労等の現場で実用され一定の役割を担っていた。しかし近年では繊維強化プラスチック（FRP）の小型船舶の登場や、材料となる大木が得難くなったことなどにより、次第に過去のものとなりつつある。このようなことから、以下の物件が重要有形民俗文化財に指定されている。
北海道
- アイヌのまるきぶね（河沼用）（1957年6月3日指定）

青森県
- 泊のまるきぶね（1963年5月15日指定）
- 津軽海峡及び周辺地域のムダマハギ型漁船（1997年12月15日指定）

秋田県
- 大沼の箱形くりぶね（きっつ）（1964年5月29日指定）
- 田沢湖のまるきぶね（1964年5月29日指定）
- 男鹿のまるきぶね（1965年6月9日）

岩手県
- 大船渡のまるた（1958年4月18日指定）
- 沢内のまるきぶね（1964年5月29日指定）

新潟県
- どぶね（はなきり）（1955年4月22日指定）

島根県
- 諸手船（1955年2月3日指定）
- トモド（1955年2月3日指定）
- そりこ（1963年5月15日指定）

山口県
- 江崎のまるきぶね（1957年6月3日指定）

また、記録作成等の措置を講ずべき無形の民俗文化財として、「ドブネの製作工程」（新潟県）、「種子島のまるきぶねの製作習俗」（鹿児島県）が選択され、「津軽海峡及び周辺地域における和船製作技術」（青森県）が重要無形民俗文化財に指定されている等、有形無形の民俗資料は数多くある。

### 南西諸島の丸木舟
琉球王国で使用されていた船舶や舟艇のうち、大型構造船である進貢船はジャンクであり、やや小型の馬艦船（マーラン船）もそれに近い構造を持っていた。また、奄美群島の板付（イタツケ、イタツキ）や小早船（クバヤ）、沖縄本島北部のタタナー（二棚船）、大宜味村の祭ウンジャミに登場するハーリー船、八重山諸島の豊年祭に登場するパーレー船など和船に類似する構造を持つ船もあったが、それより南で用いられていた小型のサバニは全て丸木舟（クリブニ）であった。
丸木舟構造のサバニは、わずか2～3名を乗せることができる程度の大きさで、櫂で操縦する小舟であるが、明治期以後、アギヤーと呼ばれる追込網漁の出現と進展に適応して大型化し、造波抵抗を除去するための工夫と配慮がなされるなど、船型を洗練させた。その結果、凌波性とともに高速性が向上し、サンゴ礁域のような障害の多い水域で操業するのに優れていた。

## 世界各地の丸木舟
アジア
西アジア～中央アジア～東アジアの丸木舟。
- 中国で出土した8000年前の丸木舟

南太平洋地域
この海域では、歴史的には、丸木舟が多く用いられた。また船底に刳り抜き材を用い、舷側や船首、船尾に別の材を付加して結び合わせるものも多い。現在ではアウトリガーカヌーが広汎に使用されている。現在では板材を使用したものやFRP艇が多い。アウトリガーカヌーの起原はよくわかっていないが、東南アジア島嶼部からオーストロネシア人の拡散とともに広がっていったことは確実とみられる。丸木舟から発展したという説と、中国で発達したいかだから発展したという説があるが、史料に乏しく定説には至っていない。
- ソロモン諸島のレンネル島の丸木舟

ヨーロッパ北部
- オランダで発見された、「現在知られている中で、世界で最古の丸木舟（カヌー）」などと言われているen:Pesse canoe。炭素年代測定法により、紀元前8040年～紀元前7510年ころのものと推定されている。（同国のA28自動車道を建設中の1955年に発見された。）

- イギリス
  - スコットランドでは150例ほどの先史時代の丸木舟の発見例がある。
  - イングランド南西部ドーセットのプールの町にあるプール港で、1964年の浚渫作業時オーク材の単材刳舟が発見された。放射性炭素年代測定の結果今から2,200年前のものと判明し、現在プールの町の博物館に展示されている。

中東～地中海沿岸、ヨーロッパ南部
- スラブ民族の10世紀ころの丸木舟
- ウクライナの丸木舟。（19世紀末）

アフリカ
- アフリカ、マラウイ湖で現在も使われている丸木舟

南北アメリカ
いわゆるインディアンのカヌーは丸木舟がほとんどであった。
- インディアンの丸木舟（1590年）

## 制作
一本の巨木の丸木（丸太）をくり抜く。
石器時代には石器でくり抜いた。現代では金属製の斧や鑿などといった道具を使う。北米では、（先住民の時代から）丸太の上で火をおこして炭にしてくり抜くという技法も用いる。
舟の内側の底の面は、湾曲している場合もあるし、平らに仕上げる場合もある。
南米・スリナムでの制作風景
スリナム（1940年代～1950年代）
- 丸太の切り出し。大木を切り倒し、不必要な枝や樹皮をとりのぞく。
- 斧、鑿などで削る

スラブ式丸木舟の制作過程
- 奥（右）が原木。手前（左）が、それにいくらか加工したもの。
- 加工途中の状態のものに近づいた写真。

北米の丸木舟づくり
- 先住民の舟造りと火を使う技法を説明した文章および挿絵（1590年）
- 焼く技法（現代）
- 中で薪を燃やす
- 焼いて炭化させれば、片手でも簡単に掘り出せる

北米の丸木舟づくり
- 外側を大まかに削ったところ
- 先端が反り返るものの場合

他
- 現代人による丸木舟づくり
- 丸木舟づくり（エストニア）